# Karin Müller
Karin Müller, née à Paris, est une auteure et galeriste française, spécialisée dans l'art moderne et contemporain. Elle codirige avec son mari, Berthold Müller, et leur fils aîné, Gabriel, la galerie Gimpel & Müller. Elle écrit des livres inspirés par la littérature, l’art ou le milieu de l'art.

## Biographie
Karin Müller est la fille du critique d’art norvégien Karl-Kristian Ringström qui a longtemps vécu à Paris où il a connu Hartung, Soulages, Sonia Delaunay, Victor Vasarely, Soto, Carlos Cruz-Díez,,. Après ses études universitaires à la Sorbonne, elle enseigne l’allemand et fait deux traductions du norvégien et du danois pour la maison d'édition Flammarion.
Dans les années 1990 Berthold et Karin Müller organisent au château de Courtry, en région parisienne, des expositions et des concerts. Berthold Müller est à cette époque un passionné d’art moderne : il apprécie jusque-là les figuratifs de la première école de Paris. Karl Ringström l'initie aux abstractions d'après-guerre dont il devient lui-même un spécialiste reconnu.
À cette époque, les Müller, au contact des galeries parisiennes, sont des membres très actifs de l’association Repères-Paris qui défend l’« art concret- construit ». Pendant six étés, ils accueillent alors au château de Courtry des expositions d’artistes de cette association présidée par Eva-Maria Fruhtrunk.
En 1999, ils s'installent dans la région du Sud-Ouest, où ils ouvrent à Salies-de-Béarn la Galerie 17. Leur première exposition est consacrée au cinétique vénézuélien Carlos Cruz-Diez. La galerie étend très vite sa clientèle dans la région, jusqu'à Toulouse, Bordeaux et tout le grand Sud-Ouest[réf. nécessaire] où elle est une des rares galeries consacrées à l'art contemporain.

## Saint-Germain-des-Prés
Les Müller s'associent ensuite à Paris à la famille de galeristes londoniens Gimpel pour ouvrir à Paris la Galerie Gimpel & Müller. La première exposition, de groupe, est suivie d’une exposition d'hommage à Léon Zack, disparu en 1980. Suivront les expositions Guy de Lussigny, Eve Gramatzki, Hans Steinbrenner, Klaus Staudt (de), Jan Meyer-Rogge, Irène Zack, Friedhelm Tschentscher, Knut Navrot, Antoine de Margerie, Garry Fabian Miller, Alan Davie, Albert Irvin, Norman Dilworth, Eve Gramatzki, Madé, Robert Currie...
Dans l’espace de la galerie, Karin Müller organise régulièrement des concerts (Madeleine Malraux, Maria-Paz Santibanez, Axia Marinescu),des tables rondes (Jean Lacouture, Olivier Todd, Dominique Desanti, Frédéric Vitoux…), des lectures (Marie Christine Barrault, François Marthouret, Charles Gonzalès, Françoise Fabian).

## Littérature
Karin Müller a rédigé des entretiens sur André Malraux avec l'écrivain, biographe et journaliste Jean Lacouture. Elle a ensuite travaillé avec Dominique Desanti pour des entretiens autour de Sacha Guitry, et elle a écrit avec elle Les Yeux d'Elsa au siècle d'Aragon, un face à face entre les deux écrivains, régulièrement lu par Marie Christine Barrault et Charles Gonzalès. Son livre 100 crimes contre l’art,,, préfacé par Jean Lacouture, est paru à la fin de l'année 2012, éditeur L'Ecailler. Elle a participé à deux ouvrages collectifs : 6e continent : Le Petit Monde des grandes icônes du sixième arrondissement (sous la direction de David Genzel) et Dictionnaire des sexualités (sous la direction de Janine Mossuz-Lavau) Elle a écrit cinq biographies à la première personne : Lever de rideau sur Edward Hopper, Métamorphoses de Matisse chez Barley-Guéna et Van Gogh… pour planer au-dessus de la vie aux éditions Michel de Maule, Simone de Beauvoir, douée pour le bonheur, aux éditions Selena et Nicolas de Staël, enfant de l'étoile Polaire, aux éditions Selena.

## Œuvres
- Nicolas de Staël, enfant de l'étoile Polaire, éditions Séléna, Paris 2023  (ISBN 979-10-94886-48-9)
- Simone de Beauvoir, douée pour le bonheur, éditions Séléna, Paris 2023  (ISBN 979-10-94886-35-9)
- Edward Hopper... exprimer une pensée par la peinture, collection "je, biographe", Michel de Maule, Paris 2015  (ISBN 978-2-87623-559-5)
- Quand l'art est pris pour cible - 101 histoires improbables mais vraies, éditions Prisma, Paris 2014,  (ISBN 978-2-8104-1374-4)
- Van Gogh… pour planer au-dessus de la vie, collection « je, biographe », Michel de Maule, Paris 2014  (ISBN 978-2-87623-554-0)
- Dictionnaire des sexualités, sous la direction de Janine Mossuz-Lavau, Robert Laffont, 2014  (ISBN 2221130871)
- Métamorphoses de Matisse, Guéna-Barley, 2013  (ISBN 978-2-919058-06-8)
- Lever de rideau sur Edward Hopper, Guéna-Barley, 2012  (ISBN 978-2-919058-04-4)
- 100 crimes contre l’art, L'Écailler, Marseille, 2012
- 6e continent, le petit monde des grandes icônes du sixième arrondissement sous la direction de David Genzel ; Good Heidi Production, 2012
- Les Yeux d’Elsa au siècle d’Aragon coécrit avec Dominique Desanti, éditions Guéna, 2010,  (ISBN 978-2-918320-06-7)
- Sacha Guitry, itinéraire d’un joueur entretiens avec Dominique Desanti, Arléa, 2009.
- Malraux, itinéraire d’un destin flamboyant entretiens avec Jean Lacouture, André Versaille, 2008.